# Азе (Саона и Лоара)
Азе (фр. Azé) насеље је и општина у источном делу централне Француске у региону Бургундија-Франш-Конте, у департману Саона и Лоара која припада префектури Макон.
По подацима из 2011. године у општини је живело 1060 становника, а густина насељености је износила 70,81 становника/km². Општина се простире на површини од 14,97 km². Налази се на средњој надморској висини од 220 метара (максималној 550 m, а минималној 220 m).

## Демографија
| 1962. | 1968. | 1975. | 1982. | 1990. | 1999. | 2011. |
| ----- | ----- | ----- | ----- | ----- | ----- | ----- |
| 526   | 548   | 553   | 649   | 807   | 940   | 1.060 |

График промене броја становника у току последњих година